# Grand Prix moto des Pays-Bas 2025
Le Grand Prix moto des Pays-Bas 2025 est la dixième manche du championnat du monde de vitesse moto 2025.
Cette  76e édition du Grand Prix moto des Pays-Bas se déroule du 27 juin au 29 juin sur le TT Circuit Assen à Assen .

## Classements MotoGP

### Course sprint
| Pos.                                                                 | No. | Pilote                | Equipe                            | Constructeur | Tours | Temps/Ecarts | Grille | Points |
| -------------------------------------------------------------------- | --- | --------------------- | --------------------------------- | ------------ | ----- | ------------ | ------ | ------ |
| 1                                                                    | 93  | Marc Márquez          | Ducati Lenovo Team                | Ducati       | 13    | 20:02.150    | 4      | 12     |
| 2                                                                    | 73  | Álex Márquez          | BK8 Gresini Racing MotoGP         | Ducati       | 13    | +0.351       | 3      | 9      |
| 3                                                                    | 72  | Marco Bezzecchi       | Aprilia Racing                    | Aprilia      | 13    | +1.247       | 5      | 7      |
| 4                                                                    | 49  | Fabio Di Giannantonio | Pertamina Enduro VR46 Racing Team | Ducati       | 13    | +2.269       | 8      | 6      |
| 5                                                                    | 63  | Francesco Bagnaia     | Ducati Lenovo Team                | Ducati       | 13    | +2.686       | 2      | 5      |
| 6                                                                    | 12  | Maverick Viñales      | Red Bull KTM Tech3                | KTM          | 13    | +4.074       | 10     | 4      |
| 7                                                                    | 54  | Fermín Aldeguer       | BK8 Gresini Racing MotoGP         | Ducati       | 13    | +9.064       | 7      | 3      |
| 8                                                                    | 21  | Franco Morbidelli     | Pertamina Enduro VR46 Racing Team | Ducati       | 13    | +9.159       | 6      | 2      |
| 9                                                                    | 37  | Pedro Acosta          | Red Bull KTM Factory Racing       | KTM          | 13    | +11.069      | 9      | 1      |
| 10                                                                   | 33  | Brad Binder           | Red Bull KTM Factory Racing       | KTM          | 13    | +11.143      | 16     |        |
| 11                                                                   | 5   | Johann Zarco          | LCR Honda Castrol                 | Honda        | 13    | +11.327      | 12     |        |
| 12                                                                   | 88  | Miguel Oliveira       | Prima Pramac Racing               | Yamaha       | 13    | +12.147      | 18     |        |
| 13                                                                   | 23  | Enea Bastianini       | Red Bull KTM Tech3                | KTM          | 13    | +15.290      | 17     |        |
| 14                                                                   | 43  | Jack Miller           | Prima Pramac Racing               | Yamaha       | 13    | +15.899      | 14     |        |
| 15                                                                   | 42  | Álex Rins             | Monster Energy Yamaha MotoGP Team | Yamaha       | 13    | +15.990      | 19     |        |
| 16                                                                   | 32  | Lorenzo Savadori      | Aprilia Racing                    | Aprilia      | 13    | +16.707      | 15     |        |
| 17                                                                   | 79  | Ai Ogura              | Trackhouse Racing                 | Aprilia      | 13    | +17.554      | 20     |        |
| 18                                                                   | 41  | Aleix Espargaró       | Honda HRC Castrol                 | Honda        | 13    | +27.287      | 21     |        |
| 19                                                                   | 35  | Somkiat Chantra       | LCR Honda Idemitsu                | Honda        | 13    | +32.441      | 22     |        |
| Abd.                                                                 | 20  | Fabio Quartararo      | Monster Energy Yamaha MotoGP Team | Yamaha       | 9     | Abandon      | 1      |        |
| Abd.                                                                 | 25  | Raúl Fernández        | Trackhouse Racing                 | Aprilia      | 1     | Abandon      | 11     |        |
| Abd.                                                                 | 36  | Joan Mir              | Honda HRC Castrol                 | Honda        | 0     | Abandon      | 13     |        |
| Meilleur tour du Sprint : Fabio Di Giannantonio (1:31.723 au tour 4) |     |                       |                                   |              |       |              |        |        |
| Rapport officiel                                                     |     |                       |                                   |              |       |              |        |        |

### Course principale
| Pos.                                                              | No. | Pilote                | Equipe                            | Constructeur | Tours | Temps/Ecarts | Grille | Points |
| ----------------------------------------------------------------- | --- | --------------------- | --------------------------------- | ------------ | ----- | ------------ | ------ | ------ |
| 1                                                                 | 93  | Marc Márquez          | Ducati Lenovo Team                | Ducati       | 26    | 40:14.072    | 4      | 25     |
| 2                                                                 | 72  | Marco Bezzecchi       | Aprilia Racing                    | Aprilia      | 26    | +0.635       | 5      | 20     |
| 3                                                                 | 63  | Francesco Bagnaia     | Ducati Lenovo Team                | Ducati       | 26    | +2.666       | 2      | 16     |
| 4                                                                 | 37  | Pedro Acosta          | Red Bull KTM Factory Racing       | KTM          | 26    | +6.084       | 9      | 13     |
| 5                                                                 | 12  | Maverick Viñales      | Red Bull KTM Tech3                | KTM          | 26    | +10.124      | 10     | 11     |
| 6                                                                 | 49  | Fabio Di Giannantonio | Pertamina Enduro VR46 Racing Team | Ducati       | 26    | +12.163      | 8      | 10     |
| 7                                                                 | 21  | Franco Morbidelli     | Pertamina Enduro VR46 Racing Team | Ducati       | 26    | +18.896      | 6      | 9      |
| 8                                                                 | 25  | Raúl Fernández        | Trackhouse Racing                 | Aprilia      | 26    | +20.295      | 11     | 8      |
| 9                                                                 | 23  | Enea Bastianini       | Red Bull KTM Tech3                | KTM          | 26    | +23.687      | 20     | 7      |
| 10                                                                | 20  | Fabio Quartararo      | Monster Energy Yamaha MotoGP Team | Yamaha       | 26    | +23.743      | 1      | 6      |
| 11                                                                | 33  | Brad Binder           | Red Bull KTM Factory Racing       | KTM          | 26    | +24.251      | 16     | 5      |
| 12                                                                | 5   | Johann Zarco          | LCR Honda Castrol                 | Honda        | 26    | +24.875      | 12     | 4      |
| 13                                                                | 42  | Álex Rins             | Monster Energy Yamaha MotoGP Team | Yamaha       | 26    | +24.882      | 18     | 3      |
| 14                                                                | 43  | Jack Miller           | Prima Pramac Racing               | Yamaha       | 26    | +25.065      | 14     | 2      |
| 15                                                                | 35  | Somkiat Chantra       | LCR Honda Idemitsu                | Honda        | 26    | +49.219      | 22     | 1      |
| 16                                                                | 41  | Aleix Espargaró       | Honda HRC Castrol                 | Honda        | 26    | +49.360      | 21     |        |
| Abd.                                                              | 88  | Miguel Oliveira       | Prima Pramac Racing               | Yamaha       | 8     | Abandon      | 17     |        |
| Abd.                                                              | 54  | Fermín Aldeguer       | BK8 Gresini Racing MotoGP         | Ducati       | 5     | Abandon      | 7      |        |
| Abd.                                                              | 36  | Joan Mir              | Honda HRC Castrol                 | Honda        | 5     | Abandon      | 13     |        |
| Abd.                                                              | 73  | Álex Márquez          | BK8 Gresini Racing MotoGP         | Ducati       | 5     | Abandon      | 3      |        |
| Abd.                                                              | 32  | Lorenzo Savadori      | Aprilia Racing                    | Aprilia      | 3     | Abandon      | 15     |        |
| Abd.                                                              | 79  | Ai Ogura              | Trackhouse Racing                 | Aprilia      | 0     | Abandon      | 19     |        |
| Meilleur tour en course : Francesco Bagnaia (1:32.220 au tour 16) |     |                       |                                   |              |       |              |        |        |
| Rapport officiel                                                  |     |                       |                                   |              |       |              |        |        |

## Classement Moto2
| Pos.                                                         | No. | Pilote                  | Equipe                        | Constructeur | Tours | Temps/Ecarts | Grille | Points |
| ------------------------------------------------------------ | --- | ----------------------- | ----------------------------- | ------------ | ----- | ------------ | ------ | ------ |
| 1                                                            | 10  | Diogo Moreira           | Italtrans Racing Team         | Kalex        | 22    | 35:24.852    | 1      | 25     |
| 2                                                            | 44  | Arón Canet              | Fantic Racing Lino Sonego     | Kalex        | 22    | +0.056       | 4      | 20     |
| 3                                                            | 18  | Manuel González         | LIQUI MOLY Dynavolt Intact GP | Kalex        | 22    | +1.783       | 3      | 16     |
| 4                                                            | 96  | Jake Dixon              | ELF Marc VDS Racing Team      | Boscoscuro   | 22    | +2.364       | 11     | 13     |
| 5                                                            | 16  | Joe Roberts             | Onlyfans American Racing Team | Kalex        | 22    | +3.212       | 8      | 11     |
| 6                                                            | 24  | Marcos Ramírez          | Onlyfans American Racing Team | Kalex        | 22    | +3.273       | 13     | 10     |
| 7                                                            | 75  | Albert Arenas           | ITALJET Gresini Moto2         | Kalex        | 22    | +10.224      | 5      | 9      |
| 8                                                            | 21  | Alonso López            | Folladore SpeedRS Team        | Boscoscuro   | 22    | +10.383      | 17     | 8      |
| 9                                                            | 81  | Senna Agius             | LIQUI MOLY Dynavolt Intact GP | Kalex        | 22    | +11.324      | 7      | 7      |
| 10                                                           | 27  | Daniel Holgado          | CFMOTO Inde Aspar Team        | Kalex        | 22    | +11.720      | 9      | 6      |
| 11                                                           | 13  | Celestino Vietti        | Folladore SpeedRS Team        | Boscoscuro   | 22    | +11.761      | 16     | 5      |
| 12                                                           | 84  | Zonta Van Den Goorbergh | RW-Idrofoglia Racing GP       | Kalex        | 22    | +13.635      | 12     | 4      |
| 13                                                           | 14  | Tony Arbolino           | BLU CRU Pramac Yamaha Moto2   | Boscoscuro   | 22    | +19.452      | 15     | 3      |
| 14                                                           | 95  | Collin Veijer           | Red Bull KTM Ajo              | Kalex        | 22    | +23.656      | 22     | 2      |
| 15                                                           | 71  | Ayumu Sasaki            | RW-Idrofoglia Racing GP       | Kalex        | 22    | +23.837      | 19     | 1      |
| 16                                                           | 11  | Álex Escrig             | KLINT Forward Factory Team    | Forward      | 22    | +32.850      | 24     |        |
| 17                                                           | 61  | Eric Fernández          | QJMOTOR - FRINSA - MSI        | Boscoscuro   | 22    | +57.934      | 27     |        |
| Abd.                                                         | 4   | Iván Ortolá             | QJMOTOR - FRINSA - MSI        | Boscoscuro   | 21    | Abandon      | 2      |        |
| Abd.                                                         | 92  | Yuki Kunii              | Idemitsu Honda Team Asia      | Kalex        | 13    | Abandon      | 25     |        |
| Abd.                                                         | 53  | Deniz Öncü              | Red Bull KTM Ajo              | Kalex        | 13    | Abandon      | 10     |        |
| Abd.                                                         | 15  | Darryn Binder           | ITALJET Gresini Moto2         | Kalex        | 10    | Abandon      | 26     |        |
| Abd.                                                         | 99  | Adrián Huertas          | Italtrans Racing Team         | Kalex        | 10    | Abandon      | 23     |        |
| Abd.                                                         | 12  | Filip Salač             | ELF Marc VDS Racing Team      | Boscoscuro   | 7     | Abandon      | 14     |        |
| Abd.                                                         | 9   | Jorge Navarro           | KLINT Forward Factory Team    | Forward      | 6     | Abandon      | 20     |        |
| Abd.                                                         | 7   | Barry Baltus            | Fantic Racing Lino Sonego     | Kalex        | 6     | Abandon      | 6      |        |
| Abd.                                                         | 41  | Nakarin Atiratphuvapat  | Idemitsu Honda Team Asia      | Kalex        | 4     | Abandon      | 28     |        |
| Abd.                                                         | 80  | David Alonso            | CFMOTO Inde Aspar Team        | Kalex        | 2     | Abandon      | 21     |        |
| Abd.                                                         | 28  | Izan Guevara            | BLU CRU Pramac Yamaha Moto2   | Boscoscuro   | 1     | Abandon      | 18     |        |
| Meilleur tour en course : Diogo Moreira (1:35.580 au tour 3) |     |                         |                               |              |       |              |        |        |
| Rapport officiel                                             |     |                         |                               |              |       |              |        |        |

## Classement Moto3
| Pos.                                                       | No. | Pilote             | Equipe                        | Constructeur | Tours | Temps/Ecarts | Grille | Points |
| ---------------------------------------------------------- | --- | ------------------ | ----------------------------- | ------------ | ----- | ------------ | ------ | ------ |
| 1                                                          | 99  | José Antonio Rueda | Red Bull KTM Ajo              | KTM          | 19    | 32:12.319    | 1      | 25     |
| 2                                                          | 64  | David Muñoz        | LIQUI MOLY Dynavolt Intact GP | KTM          | 19    | +0.144       | 14     | 20     |
| 3                                                          | 73  | Valentín Perrone   | Red Bull KTM Tech3            | KTM          | 19    | +0.245       | 10     | 16     |
| 4                                                          | 83  | Álvaro Carpe       | Red Bull KTM Ajo              | KTM          | 19    | +1.087       | 2      | 13     |
| 5                                                          | 36  | Ángel Piqueras     | FRINSA - MT Helmets - MSI     | KTM          | 19    | +1.296       | 16     | 11     |
| 6                                                          | 22  | David Almansa      | Leopard Racing                | Honda        | 19    | +2.083       | 3      | 10     |
| 7                                                          | 19  | Scott Ogden        | CIP Green Power               | KTM          | 19    | +2.234       | 15     | 9      |
| 8                                                          | 71  | Dennis Foggia      | CFMOTO Gaviota Aspar Team     | KTM          | 19    | +5.034       | 9      | 8      |
| 9                                                          | 66  | Joel Kelso         | LEVELUP-MTA                   | KTM          | 19    | +5.755       | 8      | 7      |
| 10                                                         | 89  | Marcos Uriarte     | LEVELUP-MTA                   | KTM          | 19    | +6.318       | 21     | 6      |
| 11                                                         | 6   | Ryusei Yamanaka    | FRINSA - MT Helmets - MSI     | KTM          | 19    | +7.002       | 5      | 5      |
| 12                                                         | 12  | Jacob Roulstone    | Red Bull KTM Tech3            | KTM          | 19    | +8.555       | 17     | 4      |
| 13                                                         | 82  | Stefano Nepa       | SIC58 Squadra Corse           | Honda        | 19    | +12.395      | 19     | 3      |
| 14                                                         | 54  | Riccardo Rossi     | Rivacold Snipers Team         | Honda        | 19    | +12.675      | 12     | 2      |
| 15                                                         | 28  | Máximo Quiles      | CFMOTO Gaviota Aspar Team     | KTM          | 19    | +24.394      | 6      | 1      |
| 16                                                         | 55  | Noah Dettwiler     | CIP Green Power               | KTM          | 19    | +25.294      | 23     |        |
| 17                                                         | 34  | Jakob Rosenthaler  | DENSSI Racing - BOE           | KTM          | 19    | +31.492      | 26     |        |
| Abd.                                                       | 31  | Adrián Fernández   | Leopard Racing                | Honda        | 18    | Abandon      | 13     |        |
| Abd.                                                       | 58  | Luca Lunetta       | SIC58 Squadra Corse           | Honda        | 18    | Abandon      | 18     |        |
| Abd.                                                       | 72  | Taiyo Furusato     | Honda Team Asia               | Honda        | 18    | Abandon      | 4      |        |
| Abd.                                                       | 5   | Tatchakorn Buasri  | Honda Team Asia               | Honda        | 15    | Abandon      | 20     |        |
| Abd.                                                       | 8   | Eddie O'Shea       | GRYD - Mlav Racing            | Honda        | 15    | Abandon      | 25     |        |
| Abd.                                                       | 10  | Nicola Carraro     | Rivacold Snipers Team         | Honda        | 12    | Abandon      | 11     |        |
| Abd.                                                       | 14  | Cormac Buchanan    | DENSSI Racing - BOE           | KTM          | 12    | Abandon      | 22     |        |
| Abd.                                                       | 25  | Leonardo Abruzzo   | GRYD - Mlav Racing            | Honda        | 6     | Abandon      | 24     |        |
| Abd.                                                       | 94  | Guido Pini         | LIQUI MOLY Dynavolt Intact GP | KTM          | 0     | Abandon      | 7      |        |
| Meilleur tour en course : Joel Kelso (1:40.395 au tour 12) |     |                    |                               |              |       |              |        |        |
| Rapport officiel                                           |     |                    |                               |              |       |              |        |        |

## Classements provisoires aux Championnats
Seul le top5 de chaque championnat a l’issue du Grand Prix est présenté ici.

### MotoGP
|   | Pos. | Pilote | Points |
| - | ---- | ------ | ------ |
| - | 1    |        |        |
| - | 2    |        |        |
| - | 3    |        |        |
| - | 4    |        |        |
| - | 5    |        |        |

|   | Pos. | Constructeur | Points |
| - | ---- | ------------ | ------ |
| - | 1    |              |        |
| - | 2    |              |        |
| - | 3    |              |        |
| - | 4    |              |        |
| - | 5    |              |        |

|   | Pos. | Equipe | Points |
| - | ---- | ------ | ------ |
| - | 1    |        |        |
| - | 2    |        |        |
| - | 3    |        |        |
| - | 4    |        |        |
| - | 5    |        |        |

### Moto2
|   | Pos. | Pilote | Points |
| - | ---- | ------ | ------ |
| - | 1    |        |        |
| - | 2    |        |        |
| - | 3    |        |        |
| - | 4    |        |        |
| - | 5    |        |        |

|   | Pos. | Constructeur | Points |
| - | ---- | ------------ | ------ |
| - | 1    |              |        |
| - | 2    |              |        |

|   | Pos. | Equipe | Points |
| - | ---- | ------ | ------ |
| - | 1    |        |        |
| - | 2    |        |        |
| - | 3    |        |        |
| - | 4    |        |        |
| - | 5    |        |        |

### Moto3
|   | Pos. | Pilote | Points |
| - | ---- | ------ | ------ |
| - | 1    |        |        |
| - | 2    |        |        |
| - | 3    |        |        |
| - | 4    |        |        |
| - | 5    |        |        |

|   | Pos. | Constructeur | Points |
| - | ---- | ------------ | ------ |
| - | 1    |              |        |
| - | 2    |              |        |
| - | 3    |              |        |
|   | 4    |              |        |
| - | 5    |              |        |

|   | Pos. | Equipe | Points |
| - | ---- | ------ | ------ |
| - | 1    |        |        |
| - | 2    |        |        |
| - | 3    |        |        |
| - | 4    |        |        |
| - | 5    |        |        |